# Achalinus
Achalinus es un género de serpientes venenosas de la familia Xenodermatidae. Sus especies se distribuyen por China, Japón e Indochina.

## Especies
Se reconocen las 23 especies siguientes:
- Achalinus ater Bourret, 1937.
- Achalinus dabieshanensis Zhang, Liu, Huang and Zhang, 2023.[2]
- Achalinus emilyae Ziegler, Nguyen, Pham, Nguyen, Pham, Van Schingen, Nguyen & Le, 2019.[3]
- Achalinus formosanus Boulenger, 1908.
- Achalinus hainanus Huang, 1975.
- Achalinus hunanensis Ma, Shi, Xiang, Shu & Jiang, 2023.[4]
- Achalinus jinggangensis (Zong & Ma, 1983).
- Achalinus juliani Ziegler, Nguyen, Pham, Nguyen, Pham, Van Schingen, Nguyen & Le, 2019.[3]
- Achalinus meiguensis Hu & Zhao, 1966.
- Achalinus nanshanensis Li, Zhu, Zhang & Mo, 2024.[5]
- Achalinus niger Maki, 1931.
- Achalinus ningshanensis Yang, Huang, Jiang, Burbrink & Huang, 2022.[6]
  - Achalinus ningushanensis ningushanensis Yang, Huang, Jiang, Burbrink & Huang, 2022.[6]
  - Achalinus ningshanensis occidentalis Xu, Ma, Cai, Yang, Zhang,Gu, Zhu, Huang & Peng, 2024[7]
- Achalinus panzhihuaensis Hou, Wang, Guo, Chen, Yuan & Che, 2021.[8]
- Achalinus pingbianensis Li, Yu, Wu, Liao, Tang, Liu & Guo, 2020.[9]
- Achalinus rufescens Boulenger, 1888.
- Achalinus sheni Ma, Xu, Qi, Wang, Tang, Huang & Jiang, 2023.[10]
- Achalinus spinalis Peters, 1869.
- Achalinus timi Ziegler, Nguyen, Pham, Nguyen, Pham, Van Schingen, Nguyen & Le, 2019.[3]
- Achalinus tranganensis Luu, Ziegler, Ha, Lo, Hoang, Ngo, Le, Tran & Nguyen, 2020.[11]
- Achalinus werneri Van Denburgh, 1912.
- Achalinus yangdatongi Hou, Wang, Guo, Chen, Yuan & Che, 2021.[8]
- Achalinus yunkaiensis Wang, Li & Wang, 2019.[12]
- Achalinus zugorum Miller, Davis, Luong, Do, Pham, Ziegler, Lee, De Queiroz, Reynolds & Nguyen, 2020.[13]